# Bricconata
Bricconata (grapje, poets) is een compositie van Knudåge Riisager.
Het werkje vloeide voort uit de uitvoering van Riisagers vioolconcert door de eveneens Deense violist Wandy Tworek. Daar waar een soortgelijk stuk Palavas puur is toegesneden op de virtuositeit van de violist, ligt Bricconata meer in de lijn van klassieke kamermuziek, alhoewel hier en daar de virtuositeit de kop op steekt.